# Чизлиано
Чизлиа̀но (на италиански: Cisliano, на западноломбардски: Cisliàn, Чизлиан) е малко градче и община в Северна Италия, провинция Милано, регион Ломбардия. Разположено е на 128 m надморска височина. Населението на общината е 4443 души (към 2012 г.).